# Dark Chest of Wonders
„Dark Chest of Wonders“ (на български: Тъмната кутия на чудесата) е първата песен от албума „Once“ на финландската метъл група Nightwish. Заради това тя е и откриващата песен за концертите от турнето „Once Upon a Tour“. Песента се изпълнява от Таря Турунен заедно с хор, което ѝ дава възможност за един по-оперен маниер на изпълнение на вокалите при концертните участия.
Песента възпява желанието на лирическата героиня да се завърне към отдавна изгубените детски мечти. Завръщането към тези моменти може да стане, отваряйки Тъмната кутия на чудесата, която е прозрачна само за хората с чисти сърца („Seen through the eyes/Of the one with pure heart“).